# Orliniec (województwo wielkopolskie)
Orliniec – osada leśna w Polsce położona w województwie wielkopolskim, w powiecie śremskim, w gminie Dolsk.
W latach 1975–1998 miejscowość należała administracyjnie do województwa poznańskiego.
Orliniec to leśniczówka należąca do Brześnicy, założona w 1876 r.